# اولاسفالو
اولاسفالو (به مجاری: Olaszfalu) یک شهرداری در مجارستان است که در ناحیه زیرتس واقع شده‌است. اولاسفالو ۴۲٫۸ کیلومتر مربع مساحت و ۱٬۱۰۷ نفر جمعیت دارد.